# Diana Lewis
Diana Lewis (Asbury Park, 18 settembre 1919 – Rancho Mirage, 18 gennaio 1997) è stata un'attrice statunitense.

## Filmografia parziale
- Che bel regalo (It's a Gift), regia di Norman Z. McLeod (1934)
- All the King's Horses, regia di Frank Tuttle (1935)
- Gold Diggers in Paris, regia di Ray Enright e Busby Berkeley (1938)
- Prima colpa (First Offenders), regia di Frank McDonald (1939)
- Forty Little Mothers, regia di Busby Berkeley (1940)
- Andy Hardy incontra la debuttante (Andy Hardy Meets Debutante), regia di George B. Seitz (1940)
- I cowboys del deserto (Go West), regia di Edward Buzzell (1940)
- Sorvegliato speciale (Johnny Eager), regia di Mervyn LeRoy (1941)
- Il ritorno del lupo (Whistling in Dixie), regia di S. Sylvan Simon (1942)
- 7 ragazze innamorate (Seven Sweethearts), regia di Frank Borzage (1942)
- Angeli all'inferno (Cry 'Havoc'), regia di Richard Thorpe (1943)